# Anisia Uzeyman
Anisia Uzeyman (* 1975 in Ruanda; bürgerlich Anisziya Uwizeyimana) ist eine französisch-ruandische Schauspielerin und Regisseurin.

## Biografie
Uzeyman wurde 1975 in Ruanda geboren. Sie studierte am Théâtre national de Bretagne. Ihr Debüt gab sie 2002 in dem Film The Nest. Anschließend spielte sie 2012 in Aujourd’hui mit. Außerdem trat sie 2016 in Ayiti Mon Amour auf. Im selben Jahr wurde sie für den Film Dreamstates gecastet.
2021 führte Uzeyman in dem Film Neptune Frost Regie. Sie ist mit dem amerikanischen Rapper Saul Williams verheiratet.

## Filmografie (Auswahl)
Filme
- 2002: The Nest
- 2012: Aujourd’hui
- 2016: Ayiti Mon Amour
- 2016: Dreamstates
- 2021: Neptune Frost